# Куин (река, Тасмания)
Куин — река в Австралии (штат Тасмания). Правый приток Кинга. Длина реки — 12,9 км.
Река берёт начало в северной части города Куинстаун. Общее направление течения реки — юго-западное. Основные притоки: Конгломерейт-Крик и Роаринг-Мег-Крик. Река пересекает автомобильную дорогу  Lyell Highway. Впадает в реку Кинг справа, в 4 км южнее Куинстауна.